# Воинское кладбище № 66 (Маластув)
Воинское кладбище № 66 — Маластув (пол. Cmentarz wojenny nr 66 — Małastów) — воинское кладбище, расположенное в окрестностях села Маластув, Малопольское воеводство. Кладбище входит в группу Западногалицийских воинских захоронений времён Первой мировой войны. На кладбище похоронены военнослужащие Австрийской и Российской армий, погибшие во время Первой мировой войны в мае 1915 года.

## История
Кладбище было основано в 1915 году по проекту австрийского архитектора Ганса Майра. На кладбище площадью 332 квадратных метра находится 4 братских могил, в которой похоронены 41 австрийских и 77 русских солдат.
Кладбище находится на склоне холма и полностью окружено лесом. Кладбище огорожено со всех четырёх сторон невысокой каменной стеной. В нижнем правом углу находится каменный обелиск. Каждая из четырёх могил обозначена металлическим крестом с надписью «1915».

## Источник
- Oktawian Duda: Cmentarze I wojny światowej w Galicji Zachodniej. Warszawa: Ośrodek Ochrony Zabytkowego Krajobrazu, 1995. ISBN 83-85548-33-5.
- Jerzy Drogomir: Polegli w Galicji Zachodniej 1914—1915 (1918). Wykazy poległych, zmarłych i pochowanych na 400 cmentarzach wojskowych w Galicji Zachodniej.. Tarnów: Muzeum Okręgowe w Tarnowie tom I, 1999, s. 378. ISBN 83-85988-26-2.